# José Pérez Ballester
José Pérez Ballester (Novelé, Valencia, 17 de noviembre de 1905 – Valencia, 27 de septiembre de 1988) fue un músico, compositor, director y maestro de música español. Desarrolló su actividad musical en diversos puntos de la Comunidad Valenciana durante buena parte del siglo XX, ubicándose dentro de la tradición bandística que define a este territorio español. A pesar de su oficio inicial como carpintero, la música siempre estuvo presente en su vida, quien comenzó sus estudios musicales aproximadamente a los quince años de edad. Tras aprender a tocar varios instrumentos de la familia de viento-metal, pronto se interesó por la composición musical. Durante la Guerra Civil Española participó como director y músico de varias bandas militares. Además, el compositor contaba con su propia editorial de partituras, gracias a la cual se facilitó la difusión de su música. A pesar de que su repertorio cuenta con alrededor de un centenar de piezas musicales, son escasas las obras que se siguen interpretando en la actualidad. La más conocida es la marcha árabe Moros Españoles (1944) interpretada en muchas fiestas populares de la Comunidad Valenciana, sobre todo en la fiesta de moros y cristianos, de Onteniente y Alcoy.

## Biografía
Vida personal y familiar
José Pérez Ballester nació el 17 de noviembre del año 1905 en la localidad valenciana de Novetlè. Sus padres fueron José Pérez Beltrán y María Ballester Martí, naturales de Anhauir y Novetlè. Además, José Pérez Ballester tuvo dos hermanos menores, Vicente y María. En 1935, contrae nupcias con Pilar Pellicer Alberola, mismo año en el que fue contratado como director de la banda de Xella. Por tanto, José Pérez Ballester tuvo que trasladarse a esta localidad junto con su esposa. En agosto de 1936, nació el primer hijo de José Pérez Ballester, José Pérez Pellicer, quien moriría en 1950 a la edad de 14 años. La segunda hija del compositor, Pilar Pérez Pellicer, nació el 11 de octubre de 1938. En ese momento tenían residencia en Tavernes de la Valldigna, donde creció el maestro. Una vez jubilado, José Pérez Ballester dedicó los últimos años de su vida a realizar visitas frecuentes a sus hermanos y sobrinos que permanecieron en Tavernes de la Valldigna, mientras que él junto con su mujer y su hija vivían en Utiel. Sin embargo, en 1988 el estado de salud del compositor y director se complicó, teniendo problemas de corazón. De hecho, fue trasladado a un hospital de Valencia para ser operado. El 27 de septiembre de 1988 falleció a los 83 años de edad en el hospital. José Pérez Ballester fue enterrado en el cementerio de Tavernes de la Valldigna, localidad donde transcurrió su infancia y comenzó su interés por la música.
Trayectoria profesional
Listado de bandas en las que desempeñó su actividad musical: Tavernes de la Valldigna, Benifairó de la Valldigna, Xella, Pobla Llarga, Utiel, Las Cuevas y las Casas de Utiel, Caudete de las Fuentes y diferentes Brigadas durante la Guerra Civil.

## Obras musicales
| Música de salón                            | Música festera                       | Música escénica                      | Música de concierto                              |
| ------------------------------------------ | ------------------------------------ | ------------------------------------ | ------------------------------------------------ |
| Anís La Zagala (pasodoble canción)         | Alegria de Premit (pasodoble)        | El Certamen (zarzuela)               | Isabeleta (suite-selección de la zarzuela)       |
| Cauces Serenos (tango canción)             | Altísimo (marcha de procesión)       | El rapto de la voz de oro (zarzuela) | La Voz de Oro (suite)                            |
| Como el firmamento (bolero canción)        | Artístico Musical (pasodoble)        | Isabeleta (zarzuela)                 | El Mirlo Azul (suite, 2ª parte de La Voz de Oro) |
| Con ventana al mar (vals)                  | Briseida (marcha mora)               |                                      | Per el blau cristal (himno canción)              |
| Dalli (polca-fox)                          | Capricho español (pasodoble)         |                                      | Preludios Levantinos (suite sinfónica)           |
| Danzón Cubá (danzón canción)               | Divina Gracia (marcha de procesión)  |                                      | Sinfonía Breve (suite sinfónica)                 |
| Dulzona (habanera)                         | Fotógrafo Cuenca (pasodoble)         |                                      | Tots a una veu (himno canción)                   |
| Farándula (tango)                          | Isabeleta (pasodoble)                |                                      | Viva la banda (himno canción)                    |
| Flor ribereña (serenata)                   | Ivarito (pasodoble)                  |                                      |                                                  |
| Gloria, cielo y edén... (fox-trot canción) | La Entusiasta (pasodoble)            |                                      |                                                  |
| Llamita de amor (fox-trot)                 | La Falla es... (pasodoble)           |                                      |                                                  |
| Mi rubia favorita (fox-trot canción)       | La Peña (pasodoble)                  |                                      |                                                  |
| Modistilla bonita (pasodoble canción)      | Mataix (pasodoble)                   |                                      |                                                  |
| Musette (vals)                             | Moros españoles (marcha mora)        |                                      |                                                  |
| Nieve en mi corazón (tango canción)        | Musical Utielana (pasodoble)         |                                      |                                                  |
| No consigo olvidarte (tango canción)       | Nuestra Señora (marcha de procesión) |                                      |                                                  |
| Palomita blanca (canción)                  | Por Sollana (pasodoble)              |                                      |                                                  |
| Pili (vals canción)                        | Puebla Larga (pasodoble)             |                                      |                                                  |
| Princesita del Mirlo Azul (bolero)         | Sanguis (marcha de procesión)        |                                      |                                                  |
| ¡Qué dulce pena! (bolero canción)          | ¡Tan Linda...! (marcha de procesión) |                                      |                                                  |
| Recordar quisiera (fox-trot canción)       | Zegrí (marcha mora)                  |                                      |                                                  |
| Roseta (vals canción)                      |                                      |                                      |                                                  |
| Solo a ti te quiero (danzón canción)       |                                      |                                      |                                                  |
| Ternura y Dolor (fox-trot canción)         |                                      |                                      |                                                  |

|solemnidad (marcha de procesión) || ||